# Neskuczne (obwód doniecki)
Neskuczne (ukr. Нескучне) – wieś na Ukrainie, w obwodzie donieckim, w rejonie wołnowaskim. W 2001 liczyła 733 mieszkańców.